# Csita körzet

Csita körzet fekvése Aicsi prefektúrában

Csita (japánul 知多郡; Hepburn-átírással Chita-gun) Aicsi prefektúra egyik körzete Japánban.
2003-ban, a körzet népessége 160 310 fő, népsűrűsége 968,93 fő/km². Teljes területe 165,45 km².

## Városok és falvak
- Agui
- Higasiura
- Mihama
- Minamicsita
- Taketojo